# Brütal Legend
Brütal Legend er en kombination af et adventure- og et actionspil, der er under udvikling hos Double Fine Productions, og som skal udgives af Electronic Arts til Xbox og PlayStation 3. Spillet er planlagt til udgivelse i oktober 2009 i Nordamerika og Europa.
Bagmand bag spillet er Tim Schafer, der var inspireret af sin ungdoms musiksmag, og spillets hovedperson er roadien Eddie Riggs, spillet af Jack Black, som hvirvles ind i en fantasiverden med en blanding af nordisk mytologi og heavy rock, hvor Riggs skal redde et undertrykt folk fra magthaverne. Til det formål har Riggs en kampøkse, en Flying V-guitar med magiske evner samt en avanceret sportsvogn.
Blandt attraktionerne i spillet er figurer spillet af kendte rockmusikere som Ozzy Osbourne, Lita Ford og Robert Halford samt skuespilleren Tim Curry. Desuden skal der forekomme en række heavy rock-numre, såvel kendte som nyskrevne numre af og med blandt andet Judas Priest, Black Sabbath, Tenacious D og Mötley Crüe.